# Nebužely
Nebužely település Csehországban, a Mělníki járásban. Nebužely Vysoká, Střemy, Řepín, Kanina és Chorušice településekkel határos. Lakosainak száma 411 fő (2024. január 1.).

## Népesség
A település lakosságának változását az alábbi diagram mutatja:
| Lakosok száma | 525  | 577  | 647  | 487  | 475  | 390  | 430  | 438  | 416  | 411  |
|               | 1869 | 1890 | 1921 | 1950 | 1980 | 2001 | 2017 | 2019 | 2022 | 2024 |